# Georg Berg (Politiker, 1944)
Georg Berg (* 20. Juli 1944 in Kettwig) ist ein ehemaliger deutscher Politiker der Hamburger STATT Partei.

## Leben
Berg siedelt im Alter von 14 Jahren mit seiner Familie nach Hamburg über und bestand 1974 sein Abitur in der Hansestadt. Er studierte Rechtswissenschaften und absolvierte 1980 die Erste und 1982 die Zweite Juristische Staatsprüfung. Seitdem arbeitet er als Rechtsanwalt. Er heiratete 1976 Andrea Jehle, mit der er zwei Kinder hat.

## Politik
1991 wurde er zum Vorsitzenden des Bürgervereins Rissen e. V. gewählt und 1993 zum stellvertretenden Vorsitzenden des Gründungsvorstandes der STATT Partei. Im selben Jahr zog er mit der Partei um den Gründer Markus Wegner in die Hamburgische Bürgerschaft ein. Die Partei konnte sich nur in der 15. Wahlperiode von 1993 bis 1997 im Parlament halten. Während dieser Zeit saß er für seine Fraktion im Rechtsausschuss und Sozialausschuss.
Er war 1997 neben dem ehemaligen Staatsrat Heinz Liebrecht Initiator des „Vereins zur Förderung des Instituts für Friedensforschung e. V.“ (VFIF).
Wie die meisten Politiker der STATT Partei wandte sich Berg nach der Bürgerschaftswahl 1997 von der Partei ab. Bei der Wahlniederlage errang die Partei nur 3,8 % der Wählerstimmen. Georg Berg resümierte: „Die Idee der Statt-Partei ist gescheitert.“